# 皮昂尼爾敦 (加利福尼亞州)
先鋒鎮（英語：Pioneertown）是位於美國加利福尼亞州聖貝納迪諾縣的一個非建制地區。該地的面積和人口皆未知。

## 地理
先鋒鎮的座標為34°09′26″N 116°29′41″W / 34.15722°N 116.49472°W，而該地的平均海拔高度為1239米（即4065英尺）。